# Società delle Giardiniere
La Società delle Giardiniere, ispirandosi all'ordine dei giardinieri liberi, riuniva le donne della borghesia intellettuale affiliate alla Carboneria che si incontravano nei giardini per gli scopi della società segreta. 

## Storia
La Società cominciò le sue attività durante il primo ventennio del XIX secolo. In una lettera del 1 settembre 1819 il cardinale Ercole Consalvi parla della nascita di una nuova società segreta, sotto il nome di Società romantica, della quale fanno parte anche le donne e il cui centro è Milano: il suo scopo è "l’insegnare, il persuadere ai suoi membri che l’Uomo non è soggetto ad alcun principio di Religione o di morale, ma che deve seguire solo le leggi della sua natura". Solo dopo i moti del 1820-21 però, quando da Napoli giunsero notizie circa una bellicosa Società delle Giardiniere, la notizia cominciò ad essere presa sul serio. Il 3 settembre 1823 l’Imperatore Francesco I d'Austria scriveva al ministro della Polizia conte Seldnitzsky accludendogli un rapporto riguardante "la cosiddetta Società delle giardiniere" e incaricandolo "di far sorvegliare attentissimamente le donne descrittevi quali sospette e di tenere d’occhio con cura le loro azioni".
Seldnitzsky inviò, il 19 settembre 1823, una lettera al conte Strassoldo, governatore della Lombardia, in cui gli chiedeva di aumentare la sorveglianza sulle Giardiniere, precisando che "come tali vengono indicate Camilla Fé, Metilde Dembowski, Bianca Milesi, le contesse Frecavalli e Confalonieri, ed inoltre anche la vedova Teresa Agazzini nata Cobianchi e Amalia Tirelli pure nata Cobianchi".

## Rituali e regole
Le Giardiniere utilizzavano rituali d’iniziazione ed un loro linguaggio segreto. Per essere considerata a pieno titolo una Giardiniera si doveva passare attraverso tre livelli:
Nel primo, che aveva come motto “costanza e perseveranza”, le “apprendiste” venivano messe a parte dei progetti e delle cospirazioni in atto in quel momento; quelle che riuscivano a conquistare la totale fiducia delle proprie “sorelle” venivano ammesse alla seconda fase,  il cui motto era “onore e virtù e probità”, e prendevano il nome di Maestre Giardiniere.
In questa seconda fase ricevevano anche l’autorizzazione a girare armate portandosi dietro, nascosto tra la calza e la giarrettiera, un piccolo pugnale. A completamento di tutto si entrava nell’ultima fase, la più importante, in cui erano promosse al rango di Sublimi Maestre Perfette e potevano allora coordinare e dare ordini.
Per riconoscersi tra loro passavano la mano dalla spalla sinistra alla destra, a formare un ideale semicerchio, e a seguire si battevano tre colpetti sul cuore: in questo modo potevano comunicare la loro presenza anche in pubblico senza essere scoperte. 
Il richiamo alla simbologia del tre, numero perfetto, si ritrovava anche nella costituzione delle cellule di base che erano composte da nove affiliate.

## Primi membri
Sublimi Maestre Perfette furono: Maria Gambarana Frecavalli che aiutò le staffette partigiane portando i messaggi dalla Lombardia al Piemonte, arrestata dagli austriaci nel 1821, insieme ad altri, ebbe poi gli arresti domiciliari; sorte analoga per Metilde Viscontini Dembowski, moglie separata di un generale polacco  ed amante dello scrittore Stendhal, fu arrestata nel 1822 ma rilasciata poco dopo, grazie alla sua tenacia nel non rivelare le cospirazioni in atto. 
La Giardiniera Bianca Milesi Mojon abile pittrice, inventò un originale sistema crittografato con cui i congiurati comunicavano, chiamata carta stratagliata, mentre Cristina Trivulzio di Belgioioso, patriota, fu una Giardiniera seguace di Mazzini e destinata a diventare la “principessa rivoluzionaria” delle Cinque giornate di Milano.

## Nella cultura di massa
- Teresa Confalonieri (film), regia di Guido Brignone (1934)